# Кони Селека
Кончета Селекија (енгл. Concetta Sellecchia; рођена 25. маја 1955. у Њујорку), позната као Кони Селека (енгл. Connie Sellecca), америчка је ТВ глумица, продуценткиња и бивша манекенка, најпознатија по улогама у телевизијским серијама Flying High, The Greatest American Hero и Хотел, за које је била номинована за награду Златни глобус 1987.